# Инсценировка убийства Аркадия Бабченко

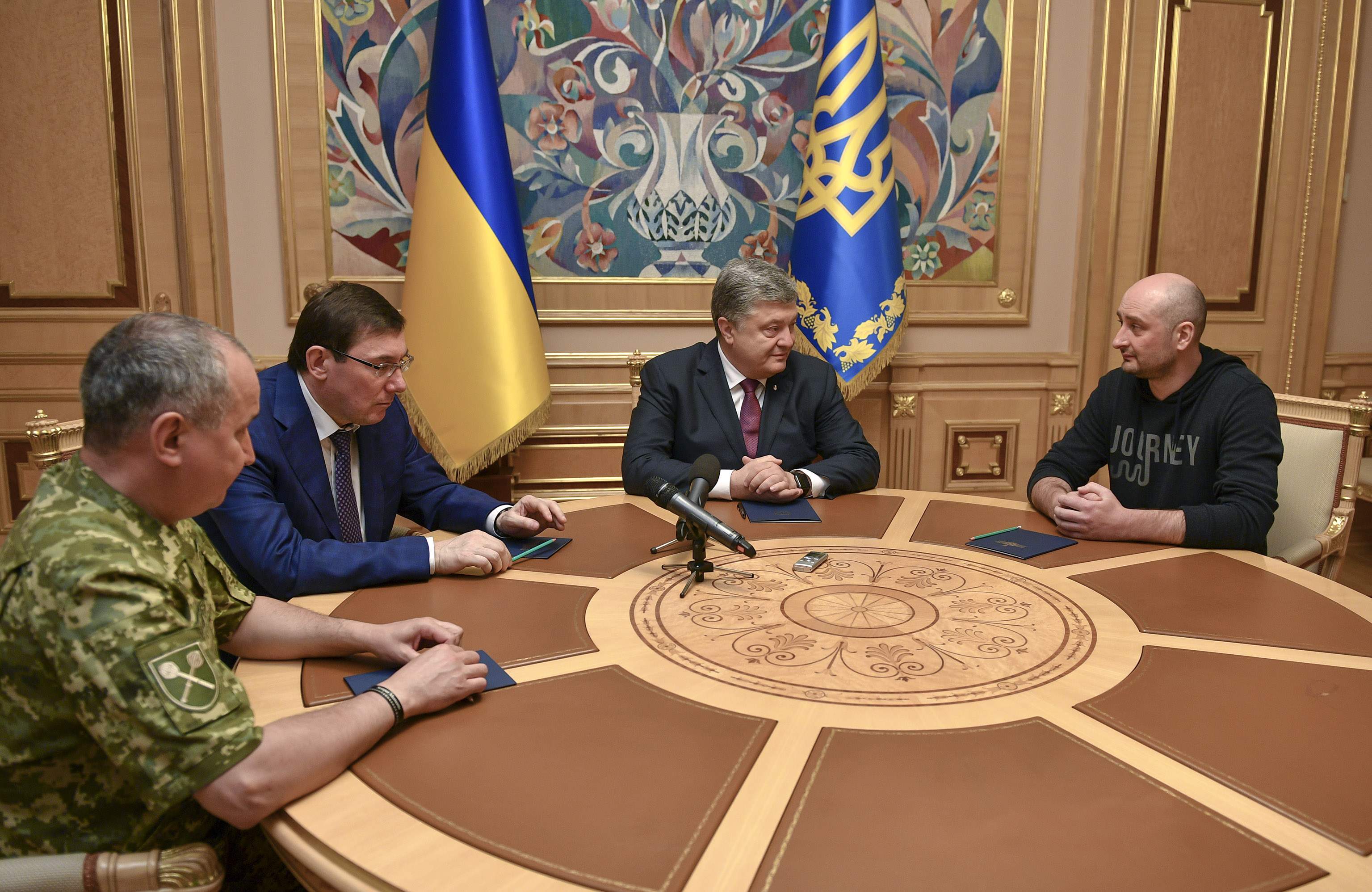
Аркадий Бабченко на встрече с президентом Украины Петром Порошенко 30 мая 2018 года после проведённой СБУ операции по инсценировке собственного убийства. Слева направо: председатель Службы безопасности Украины Василий Грицак, генеральный прокурор Юрий Луценко, президент Пётр Порошенко, Аркадий Бабченко

Спецоперация по инсценировке убийства Аркадия Бабченко с целью задержания организатора преступления была проведена Службой безопасности Украины 29 мая 2018 года. О самой инсценировке убийства стало известно лишь спустя сутки, 30 мая 2018 года, на специальном брифинге СБУ. На брифинге председатель Службы безопасности Украины Василий Грицак заявил, что заказчиком убийства Бабченко по полученным данным являются российские спецслужбы. Сам же Бабченко на том же брифинге рассказал, что операция готовилась два месяца, а его поставили в известность за месяц до её проведения. В курсе операции была и жена Бабченко. По его словам, заказчики показали исполнителю фото из его российского паспорта, что, по его мнению, свидетельствовало, что информация шла из государственных служб России.
Спецоперация по инсценировке убийства вызвала в значительной степени негативную реакцию в мировых СМИ и ряде международных организаций.

## Детали спецоперации
«... Ведь ещё герой Артура Конан Дойля Шерлок Холмс успешно использовал метод инсценировки собственной смерти для эффективного расследования сложных и запутанных преступлений. Как бы это не было и больно для его родных и доктора Ватсона».
Инсценировка убийства журналиста состоялась поздно вечером 29 мая. После инсценировки в интернете появилась фотография, на которой Аркадий Бабченко запечатлён лежащим лицом вниз в луже крови. Чтобы разыграть максимально реалистичное убийство, в операции по инсценировке убийства привлекался гримёр, перед спецоперацией Бабченко тренировался падать, а в качестве крови использовалась свиная кровь.
После инсценировки убийства Аркадия Бабченко на машине скорой помощи увезли в морг, где он переоделся и начал смотреть новости о себе.
Как написал сайт «КП в Украине» «вечером, 29-го, представители всех СМИ собрались под домом на улице Никольско-Слободской в Киеве, чтобы вести прямой репортаж с места расстрела Бабченко. Автор этого материала тоже был там и слышал, с какой неподдельной горечью и болью вспоминали Аркадия его друзья».
На следующий день на брифинге глава Службы безопасности Украины Василий Грицак заявил: «Я мог бы принести соболезнования семье Аркадия Бабченко, но не буду этого делать. Напротив, сегодня я поздравлю Аркадия с третьим днем рождения и приглашаю его в зал». После этого он рассказал, что это была спецоперация СБУ для поимки реального заказчика убийства журналиста.
Сам Бабченко заявил: «Во-первых, хотел бы извиниться, что вам всем пришлось пережить, и за то, что всем пришлось пройти, потому что я и друзей, и коллег хоронил много раз, и я знаю это тошнотно-блевотное чувство, когда приходится хоронить коллег. По-другому было просто нельзя».

## Обстоятельства покушения, следствие и суд
Подозреваемым в организации покушения является Борис Герман, который, по версии следствия, обратился к члену «Правого сектора», бывшему участнику вооружённого конфликта на востоке Украины и бывшему иеродиакону Украинской православной церкви Московского и Киевского патриархатов Алексею Цымбалюку с предложением стать исполнителем убийства Аркадия Бабченко. Алексей Цымбалюк сообщил о преступных планах организатора в Службу безопасности Украины. Незадолго до покушения под контролем СБУ была организована встреча между организатором покушения Борисом Германом и «киллером» Алексеем Цымбалюком, на которой организатор передал исполнителю 30 тысяч долларов США и оружие для совершения преступления.
30 мая 2018 года был задержан предполагаемый организатор теракта Борис Герман. На следующий день Шевченковский районный суд города Киева на открытом заседании избрал ему меру пресечения в виде ареста на два месяца. Ему было инкриминировано несколько статей Уголовного кодекса Украины — часть 1 статьи 14 за приготовление к преступлению, часть 3 статьи 27 за организацию преступления, часть 3 статьи 258 за подготовку теракта с применением оружия для запугивания населения, за теракт, совершённый по предварительному сговору с группой лиц, который привел к гибели человека.
Борис Герман был единственным подозреваемым по этому делу, так как Алексей Цымбалюк, согласившийся на роль киллера и ставший участником спецоперации СБУ, проходит в качестве свидетеля.
Как заявил на суде адвокат подозреваемого Евгений Солодко, Борис Герман является исполнительным директором украинско-немецкого совместного предприятия «Шмайсер», которое является единственным негосударственным предприятием на Украине по производству оружия. По словам адвоката, Борис Герман известен своей помощью украинской армии в виде поставок оптических прицелов для винтовок, создании и модернизации снайперских комплексов. Кроме того, как выяснили СМИ, Борис Герман до своего задержания за предполагаемую организацию убийства Бабченко также являлся фигурантом в двух других уголовных делах как обвиняемый. В начале апреля 2018 года Киево-Святошинский районный суд Киевской области избрал ему меру пресечения в виде личного обязательства за подделку документов. Вместе с ним по делу проходит Антонина Капилян, собственница ООО «Шмайсер», где Борис Герман на момент своего задержания работал исполнительным директором. Кроме того, с 2016 года полиция Украины расследует дело о незаконном обращении Бориса Германа с оружием. В материалах дела идёт речь о том, что неустановленное лицо отправляло Борису Герману посылки с предметами, «похожими на патроны и оптический прицел для станкового гранатомёта».
На судебном заседании подозреваемый Борис Герман утверждал, что всё произошедшее является результатом его сотрудничества с контрразведкой Украины.
По его словам, за полгода до данных событий к нему обратился его давний знакомый, бывший гражданин Украины, который живёт в Москве. Впрочем, знакомые Вячеслава Пивоварника, которых разыскали российские СМИ, утверждают, что он до сих пор является гражданином Украины. По словам Бориса Германа, заказчика убийства Аркадия Бабченко зовут Вячеслав Пивоварник и он работает в «личном фонде Владимира Путина» и занимается организацией беспорядков в Украине, отвечает за теракты на предстоящих выборах президента Украины в 2019 году. Данный факт был доложен Борисом Германом украинской контрразведке. По его словам, его куратором в контрразведке являлся некий Дмитрий, номер телефона которого Борис Герман на судебном заседании пообещал передать судье и прокурору.
В свою очередь, по словам Бориса Германа, контрразведка Украины дала ему возможность изучать, как создаются запасы оружия, как приходят денежные потоки. Чтобы предоставить киллеру информацию о жертве, Борис Герман через мессенджер WhatsApp отправил Цымбалюку досье на всю семью Бабченко с его фото из паспорта гражданина России и номерами банковских счетов. Вскоре Борису Герману от заказчика убийства также поступил список из 30 человек, на которых поступил заказ от названного сотрудника «личного фонда Владимира Путина». Вскоре стало известно, что в «список Бабченко» попали 47 человек, треть из которых занимаются журналистской деятельностью или активно пишут в Facebook. Оружие для совершения преступления, как было впоследствии заявлено на суде самим подозреваемым в теракте, было предоставлено ему контрразведкой Украины.
Сроки проведения следствия обозначил генеральный прокурор Украины Юрий Луценко, заявив 1 июня 2018 года, что расследование покушения на Аркадия Бабченко продлится минимум полгода.
Суд по делу покушения на Бабченко проходил в закрытом режиме. Борис Герман признал свою вину и заключил сделку со следствием, и 30 августа 2018 года Голосеевский районный суд Киева приговорил Германа к 4,5 годам колонии. Однако известно об этом стало только спустя два дня со слов главы СБУ Василия Грицака.
Приговор вступил в силу через 30 дней, однако текст судебного решения не был на тот момент обнародован. Адвокат Германа Евгений Солодко отказался комментировать приговор, а также факт существования сделки со следствием. В ноябре 2019 года Герман вышел на свободу, отбыв полтора года заключения.

## Информация о других потенциальных жертвах преступников
1 июня 2018 года стало известно, что в руках украинского следствия оказался список из 47 человек, которые могли стать следующими жертвами наёмных убийц. В основном это были украинские журналисты и блогеры, а также российские журналисты, переехавшие на Украину, включая Матвея Ганапольского и Евгения Киселёва. По состоянию на 1 июня, 17 человек из этого списка уже встретились с представителями украинских правоохранительных органов; им всем предложили обратиться с просьбой об охране. Кроме того, все 47 человек подписали согласие о неразглашении тайны следствия.

## «Список предателей»
30 мая 2018 года на своёй личной странице в социальной сети Facebook пресс-секретарь генерального прокурора Украины Лариса Сарган разместила список 26 журналистов и политических деятелей критиковавших правоохранителей во время спецоперации с Бабченко, который в средствах массовой информации был прозван «списком предателей»; в некоторых источниках также называется «списком зрадофилов». В этот список среди прочих были включены известные деятели и политики, бывшие и действующие на момент публикации списка народные депутаты Украины: Юлия Тимошенко (народный депутат, бывший премьер-министр Украины), Виктор Чумак (бывший народный депутат), Егор Соболев (народный депутат), Виктор Балога, Семён Семенченко (народный депутат), Игорь Луценко (народный депутат), Анатолий Гриценко, Валентин Наливайченко (бывший председатель СБУ и народный депутат), Михаил Саакашвили (бывший президент Грузии и глава Одесской области), Андрей Портнов (бывший советник президента Украины Виктора Януковича), Елена Лукаш (бывший народный депутат), Вячеслав Чечило, Богдан Буткевич, Вера Савченко (сестра арестованной Надежды Савченко), Виктор Медведчук (бывший глава администрации президента Украины) и другие.
Представитель ОБСЕ по вопросам свободы СМИ Арлем Дезир в пресс-релизе от 5 июня 2018 года назвал неприемлемым и опасным обнародование пресс-секретарём генерального прокурора Ларисой Сарган так называемого «списка предателей». Он подчеркнул, что журналисты и СМИ должны иметь возможность открыто и свободно выражать свое мнение, а классификация критически настроенных как изменников подвергает их большому риску, чего нельзя допускать. В свою очередь Международная федерация журналистов осудила кампанию по запугиванию представителей украинских СМИ официальными лицами и потребовала от украинских властей положить конец любым попыткам преследования журналистов.

## Реакция на инсценировку убийства

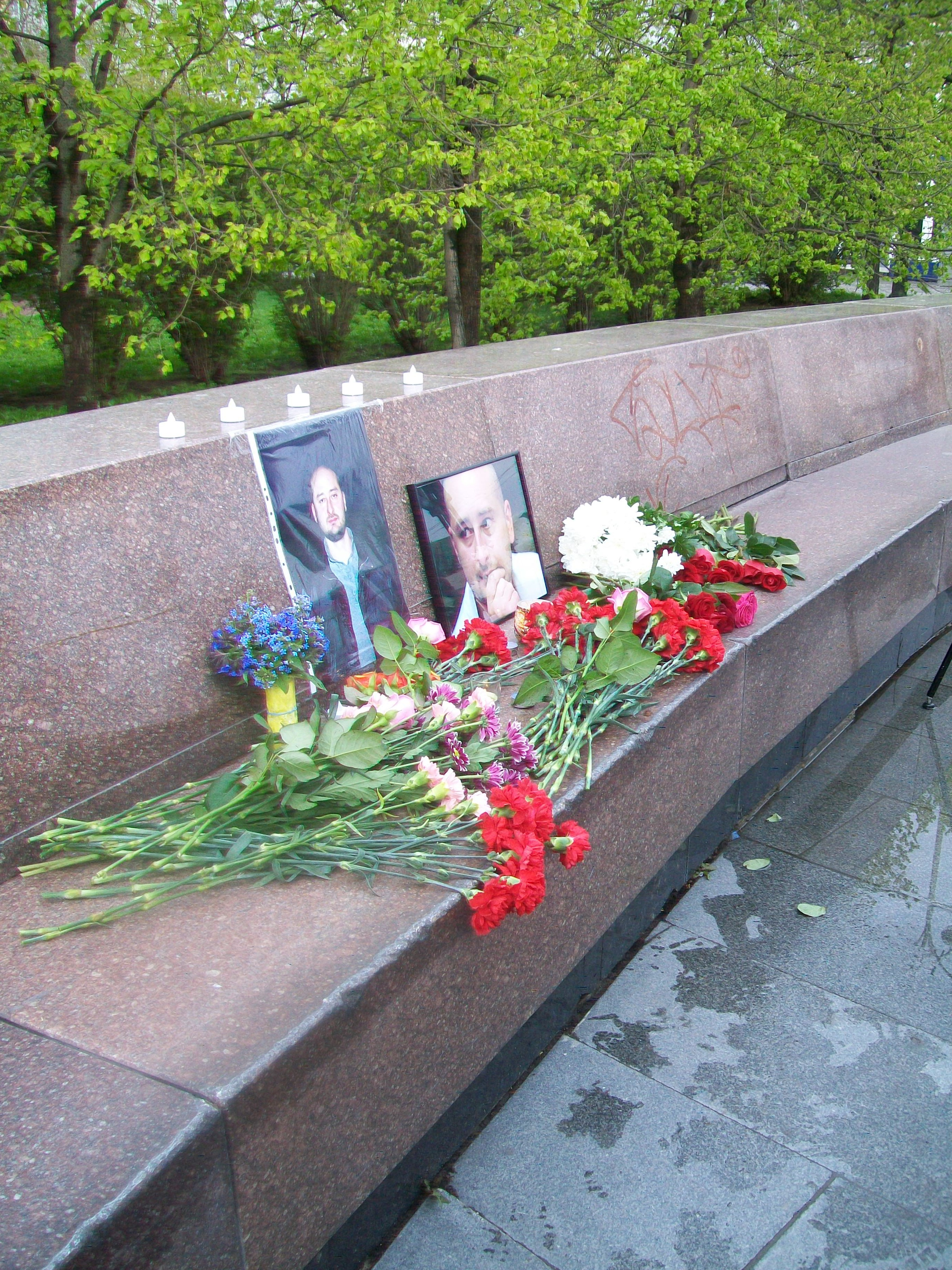
Сооруженный мемориал в память об Аркадии Бабченко на площади Труда в Екатеринбурге. Вид до поступления новости о том, что убийство было инсценировано. 30 мая 2018 года

Дело с инсценировкой убийства российского журналиста Аркадия Бабченко вызвало в значительной степени негативную реакцию в мировых СМИ, а также неоднозначную реакцию со стороны официальных лиц. Негативная реакция последовала и со стороны ряда международных организаций. Как написал сайт 24tv.ua: «Факт „воскрешения“ Бабченко спровоцировал реакцию ещё более бурную, чем его смерть».
1 июня 2018 года генеральный прокурор Украины Юрий Луценко провел двухчасовую встречу с дипломатами «Большой семёрки», на которой попытался обосновать необходимость инсценировки убийства российского журналиста. На встрече был и глава Службы безопасности Украины Василий Грицак. По результатам встречи стало лишь известно о том, что все участники договорились не предавать огласке её детали.
Украинский политолог Вадим Карасёв связал инсценировку с предстоящими парламентскими и президентскими выборами на Украине. При подготовке к голосованию властям Украины нужны новости о российской агрессии. К тому же история с Бабченко позволяла украинским силовикам и Киеву в целом заявлять о своей дееспособности.
Издание The Bell отметило, что украинские спецслужбы систематически прибегают к применению метода инсценировки убийств и похищений с целью последующего задержания организаторов. Этот подход обычно используется в рамках расследований, в которых замешаны российские спецслужбы или сторонники пророссийских сепаратистов.
Журналисты из The Bell и РБК предположили, что история, связанная с инсценировкой убийства Аркадия Бабченко, станет использоваться в пропагандистских целях в России и на Украине. При этом РБК отметило, что данное событие не окажет влияния на переговоры, касающиеся урегулирования войны в Донбассе. Программный директор клуба «Валдай» Андрей Сушенцов предположил, что «проведённая СБУ провокация может рассматриваться как уникальное явление в современной истории международных отношений» и посчитал, что СМИ будут теперь более скептически относиться к информации с Украины.
Украинский политолог Вадим Карасев связывал инсценировку с предстоящими президентскими и парламентскими выборами. Он утверждал, что Киеву были необходимы новости о российской агрессии в контексте подготовки к голосованию. Кроме того, события вокруг Аркадия Бабченко позволили бы украинским силовым структурам и стране в целом подчёркивать свою дееспособность.

### Реакция западных СМИ
«Дорогая пресса Британии, а иди, пожалуйста, на <***>й, а? А хотите пользы — дайте мне британский паспорт и защиту. Вот тогда и будете меня учить, как спасать свою семью, умники х<***>вы, б<***>дь.»
Сразу после сообщений об убийстве последовала реакция западных СМИ. Британская газета The Guardian охарактеризовала Аркадия Бабченко как жёсткого критика российского правительства, отметив его выступления против политики президента России Владимира Путина в вопросах аннексии Крыма и поддержки сепаратистов на Юго-Востоке Украины.
Американская газета The New York Times в своём материале на тему убийства назвала Аркадия Бабченко одним из врагов Владимира Путина, на которого было совершено фатальное нападение.
Одна из самых известных итальянских газет La Stampa в своём материале напомнила, что между представителями российской власти и журналистом в своё время разгорелся конфликт после поста Бабченко в Facebook, где он выразил равнодушие к авиакатастрофе под Сочи, в которой погиб ансамбль песни и пляски А. В. Александрова. По утверждению автора статьи в ответ Бабченко получил угрозы от некоторых чиновников и, опасаясь за свою жизнь, бежал из России. На Украине же, по мнению итальянского издания, Аркадий Бабченко стал жертвой ненавистнической кампании против его позиции.
В своей статье в газете Washington Post Энн Эпплбаум описала украинскую операцию как нарушение нормы фактического освещения. Украина, по её словам, теперь присоединилась к россиянам в тактике противодействия дезинформации. Она также указала на и без того крайне низкий уровень общественного доверия украинцев к своему правительству и СМИ, который будет ещё больше подорван данной операцией. Бывший репортёр «Би-би-си» Леонид Рагозин назвал эту операцию в Твиттере «фейковой новостью века», которая дискредитировала и журналистов, и российских либералов, и Украину, в то же время оставив Кремль единственным победителем.
В мае 2019 года, в годовщину инсценировки убийства, «Немецкая волна» отметила, что прозрачного расследования покушения на Бабченко не было, несмотря на обещания главы СБУ и генерального прокурора: суд был закрытым, а текст приговора до сих пор засекречен. Кроме того ходатайство о досрочном освобождении единственного осуждённого, Бориса Германа, рассматривается тоже в закрытом режиме.

### Реакция международных организаций, официальных и других лиц

#### До известий об инсценировке
29 мая 2018 года, когда появились сообщения об убийстве журналиста Аркадия Бабченко, Следственным комитетом России было возбуждено уголовное дело об убийстве российского гражданина. В своём заявлении официальный представитель Следственного комитета напомнил о других убитых на Украине в течение нескольких лет граждан России, а именно: о журналисте Павле Шеремете, убитого 20 июля 2016 года в Киеве, и об экс-депутате Государственной думы Денисе Вороненкове, убитого 23 марта 2017 года также в Киеве. В заявлении было подчёркнуто, что Следственный комитет не намерен оставлять без внимания жестокие преступления в отношении граждан России. Постоянный представитель России в ООН Василий Небензя на проходившем в этот же день заседании Совета Безопасности ООН, заявил о нацеленности властей в Киеве использовать убийство российского журналиста в антироссийских целях, добавив, что украинское следствие и правосудие наверняка «найдёт» там российский след, как это уже происходило не раз до этого. Он добавил, что независимых и оппозиционных журналистов на Украине убивают, а преступления не расследуются. Другие журналисты, по его мнению, «убегают из страны» от преследований, а если нет, их арестовывают, как Кирилла Вышинского, украинского гражданина, главу «РИА Новости Украина». В Министерстве иностранных дел России потребовали от украинских властей приложить все усилия к оперативному расследованию покушения на Аркадия Бабченко. В заявлении российского внешнеполитического ведомства было подчёркнуто, что уровень физического насилия, убийств в отношении работников средств массовой информации на Украине неуклонно растёт, а их расследования не приводили к наказанию преступников. В «Новой газете», где Аркадий Бабченко несколько лет работал военным корреспондентом, по словам основателя издания Дмитрия Муратова, как только стало известно об убийстве российского журналиста начали собственное расследование.
Сразу после известий об убийстве Аркадия Бабченко последовали также заявления украинских официальных лиц. Так, премьер-министр Украины Владимир Гройсман заявил о причастности России к убийству российского журналиста. Украинский премьер-министр на своей странице в Facebook о журналисте написал, что Аркадий рассказывал миру правду о российской агрессии, а российская тоталитарная машина не простила ему честности и принципиальности. В свою очередь министр иностранных дел Украины Павел Климкин прямо на заседании Совета безопасности ООН возложил на Россию ответственность за убийство российского журналиста, заявив, что понимание аналогичных случаев заставляет думать о том, что Россия использует и другие виды тактики для дестабилизации Украины, в частности, по его мнению, проводит теракты, подрывную деятельность и политические убийства. А депутат Верховной Рады и член коллегии МВД Украины Антон Геращенко, будучи в курсе проводимой операции по инсценировке убийства Бабченко, заявил, что первой и очевидной версией убийства Аркадия Бабченко является его профессиональная деятельность. По его словам, одной из версий преступления являются действия российских спецслужб по устранению лиц, мешающих и дальше отравлять сознание россиян правдой о том, что на самом деле происходит в России и на Украине.
Глава МИД Швеции Маргот Вальстрём упомянула об участившихся убийствах оппозиционных российских журналистов и констатировала: «Еще один голос замолчал. В ужасе от убийства российского журналиста Аркадия Бабченко в Киеве — это лишь последний среди случаев убийств оппозиционных журналистов в России и за рубежом. Важно, чтобы ответственные понесли наказание. Мои мысли с его семьёй».
Министр иностранных дел Великобритании Борис Джонсон написал: «Шокирован тем, что ещё один открыто выражавший свое мнение российский журналист, Аркадий Бабченко, убит. Мои мысли — о его супруге и его юной дочери. Мы обязаны защищать свободу слова, и жизненно важно, чтобы виновные были привлечены к ответственности».
Реакция международных организаций на убийство журналиста Аркадия Бабченко в Киеве была сведена к одному призыву — расследовать преступление особенно тщательно.

#### После известий об инсценировке
- Пресс-секретарь внешнеполитической службы ЕС Майя Косьянчич заявила, что «Украина имеет право защищать свой национальный интерес и свою территорию»[63].
- Международная федерация журналистов назвала инсценировку убийства Бабченко «цирком»[64]. Также организация обратилась лично к президенту Украины Петру Порошенко с требованием объяснить мотивы инсценирования «убийства» российского журналиста[65].
- Международная организация «Репортеры без границ» в лице генсекретаря Кристофа Делуара осудила инсценировку убийства Аркадия Бабченко, выразив глубокое возмущение в связи с манипуляцией украинских спецслужб в целях информационной войны[66].
- Представитель ОБСЕ по вопросам свободы средств массовой информации Арлем Дезир выразил сожаление из-за решения распространить информацию об убийстве российского журналиста Аркадия Бабченко, которая оказалась ложной, добавив, что «обязанностью государства является предоставление общественности верной информации»[67].
- Глава МИД Германии Хайко Маас призвал Киев прояснить ситуацию с инсценировкой убийства российского журналиста Аркадия Бабченко, сказав, что это дело вызывает множество вопросов, связанных с доверием[68].
- Министр МИД Бельгии Дидье Рейндерс заявил, что действия противоречат принятым в Европе принципам распространения достоверной информации в СМИ. Он отметил, что недопустимо бороться с фейковыми новостями с помощью других фейковых новостей.
- Министр МИД Литвы Линас Линкявичюс выразил недоумение в связи со спецоперацией украинских спецслужб: «Я не понимаю таких „спецопераций“, это для меня непостижимо». Как отметил Линкявичюс, единственным положительным моментом во всей этой истории является то, что журналист жив[69].
- Спикер парламента Словакии Андрей Данко осудил инсценировку убийства журналиста, назвав историю с инсценировкой «грязной и циничной». Он заявил, что Украина, желающая вступить в Евросоюз, «перешла допустимые границы». По его мнению, инсценировки выглядит «недостойно и бессмысленно». Данко заявил о намерении выразить официальный протест Украине от имени парламента Словакии, добавив, что считает недостойным участие в этом шоу государственного органа[70].
- Президент Порошенко после известий об инсценировке убийства Бабченко заявил о блестящей спецоперации «героев из СБУ», в ходе которой все увидели настоящего врага в лице России. В ответ на негативную реакцию со стороны международных организаций Порошенко указал на то, что винить надо не Украину, а Россию, добавив, что украинцы делают всё возможное, чтобы держаться вместе и защищать себя[71]. Министр внутренних дел Арсен Аваков также выразил недоумение в связи с заявлениями ряда международных организаций, критиковавших спецоперацию украинских спецслужб по предотвращению убийства журналиста Аркадия Бабченко[72].
- МИД РФ назвало инсценировку антироссийской провокацией, добавив, что действия украинской власти «вводят в заблуждение всё мировое сообщество»[73]. Мария Захарова отметила, что данная история носит «пропагандистский эффект»[14][74]. Дмитрий Песков заявил, что теперь «Украина должна ответить за слова о причастности России к делу Аркадия Бабченко», то есть доказать вину России[75]. Депутат Алексей Пушков отметил: «Мистификация вкупе с провокацией и обвинениями в адрес России в связи с придуманным убийством»[14].
- 8 июня 2018 года Европейская федерация журналистов отметила, что инсценировка убийства журналиста Аркадия Бабченко «нетерпима» и «недопустима» и что «организованная властями Украины операция по дезинформации серьёзно подрывает доверие к журналистам, поскольку общественное мнение намеренно вводится в заблуждение пропагандистской операцией»[38][76][77].